# Ngân hàng Công Thương Trung Quốc

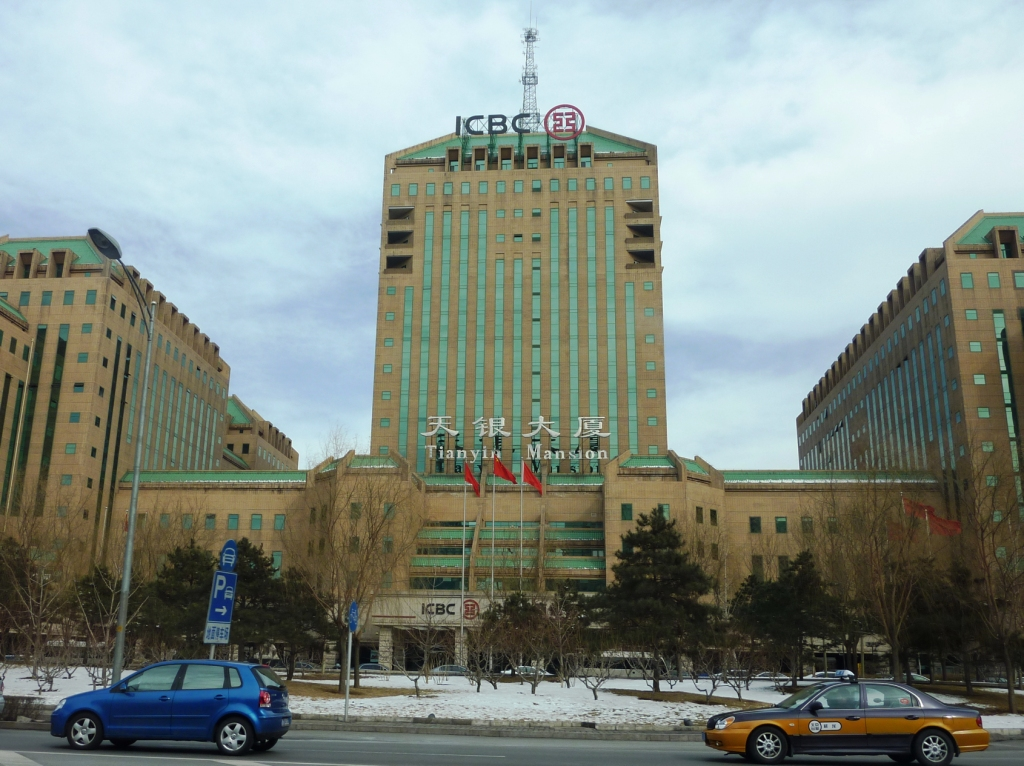
Chi nhánh Bắc Kinh.

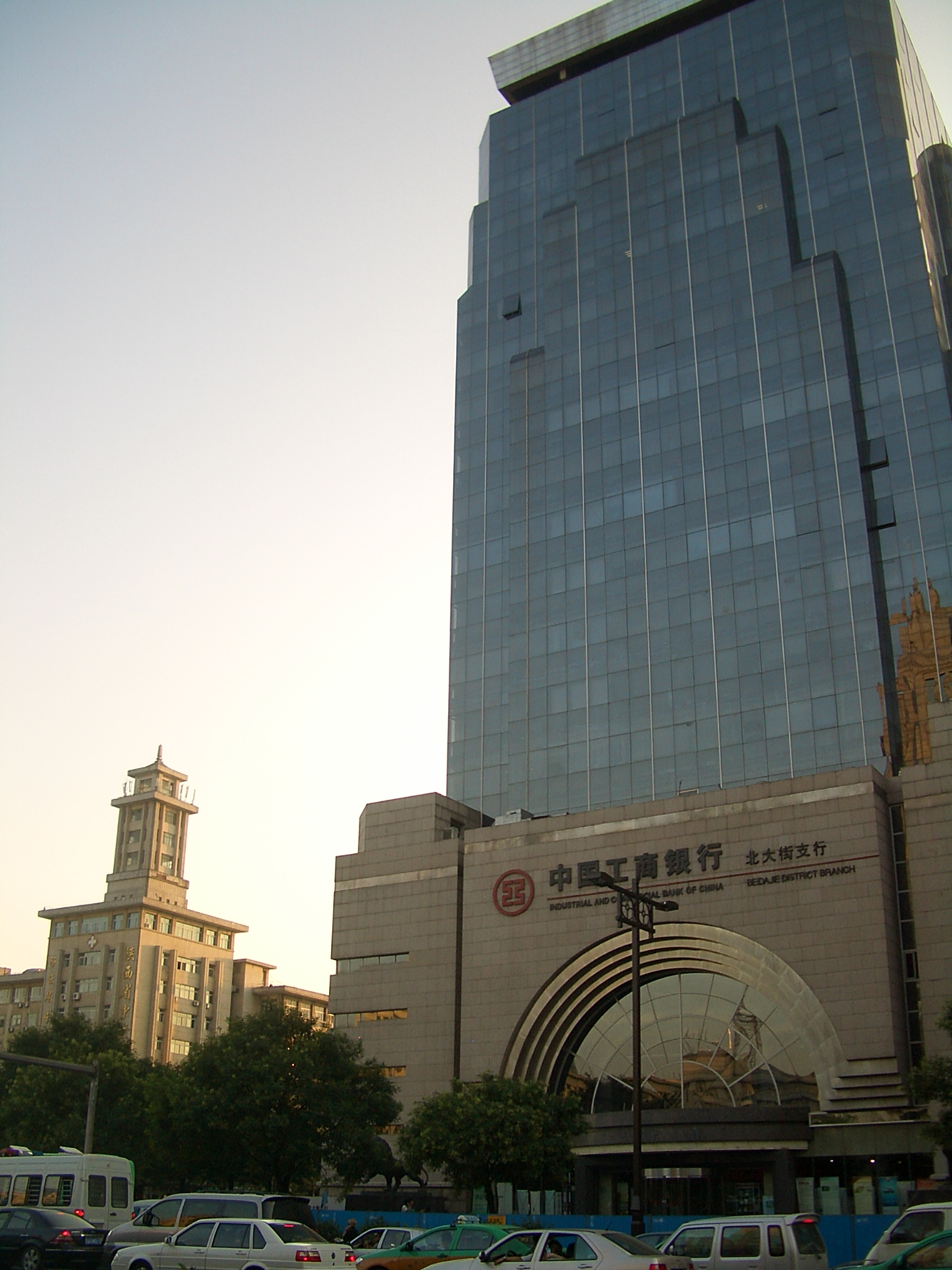
ICBC tại Tây An

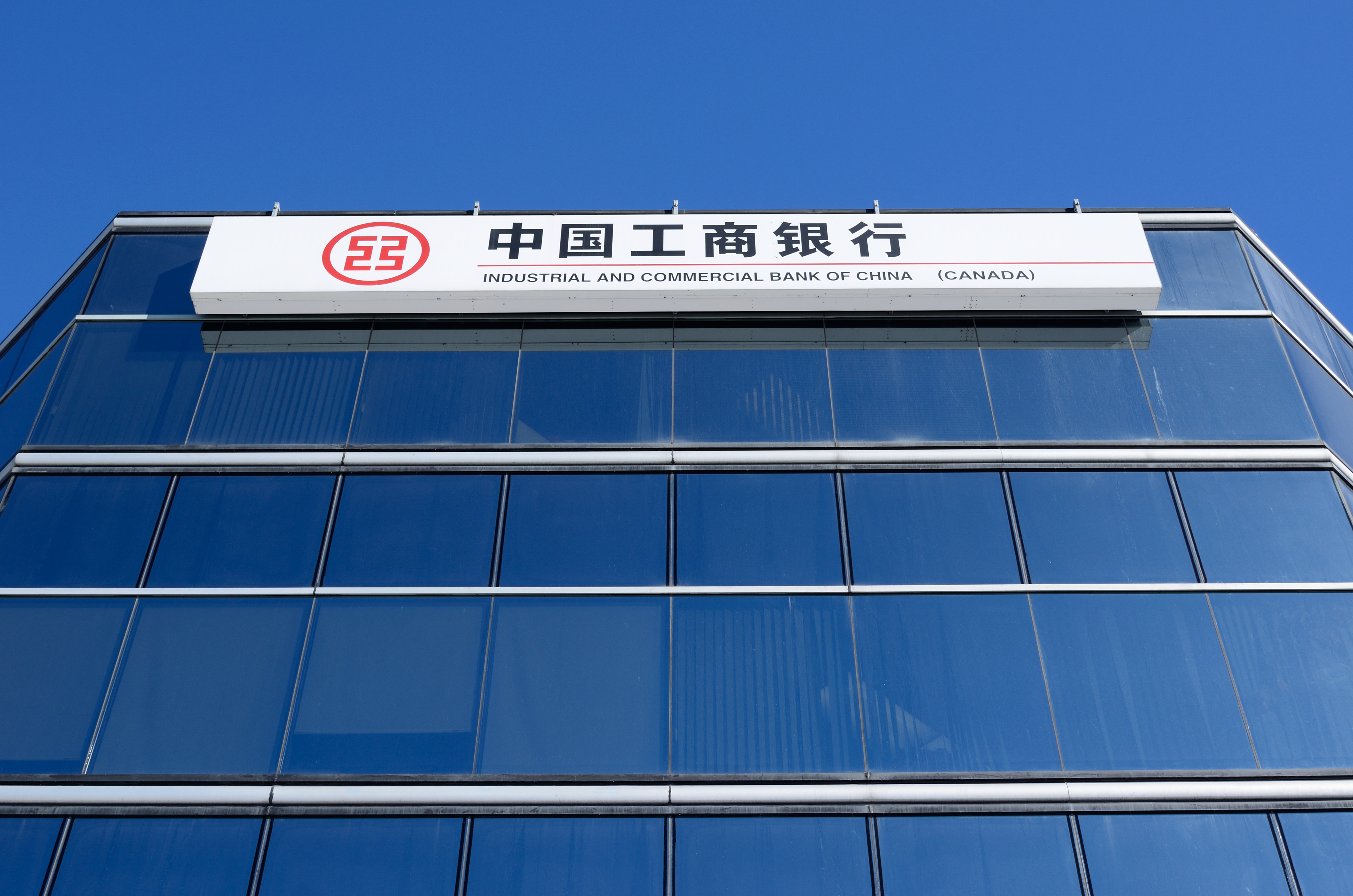
ICBC Canada

Ngân hàng Công thương Trung Quốc (tên tiếng Trung Quốc: 中国工商银行股份有限公司, Hán-Việt: Trung Quốc Công Thương Ngân hàng Cổ phần hữu hạn công ty; tiếng Anh: Industrial and Commercial Bank of China, viết tắt ICBC) là một ngân hàng Trung Quốc. Trụ sở chính nằm tại số 55 Đại lộ Nội Phúc Hưng Môn, quận Tây Thành, thủ đô Bắc Kinh. Đây là ngân hàng lớn nhất Trung Quốc và cũng là lớn nhất thế giới xét về tổng tài sản. Nó cũng là một trong những ngân hàng thương mại quốc doanh thuộc Big Four, là nhóm bốn ngân hàng lớn nhất Trung Quốc cùng với Ngân hàng Trung Quốc, Ngân hàng Nông nghiệp Trung Quốc và Ngân hàng Xây dựng Trung Quốc. Nó được thành lập như một công ty trách nhiệm hữu hạn vào ngày 1 tháng 1 năm 1984. Tính đến tháng 12 năm 2017, nó có tổng tài sản trị giá 4.009 tỷ đôla Mỹ. Nó được coi là ngân hàng lớn nhất thế giới và công ty đại chúng lớn nhất thế giới về tài sản, trở thành doanh nghiệp đầu tiên tại Trung Quốc có được như vậy. ICBC đứng đầu thế giới theo bảng xếp hạng The Banker thống kê 1.000 ngân hàng lớn nhất thế giới và cũng đứng số 1 thế giới trong danh sách Forbes Global 2000 nhiều năm trở lại đây.

## Lịch sử
Tháng 9 năm 1983, Hội đồng Nhà nước đã quyết định thành lập ngân hàng thực hiện các nhiệm vụ của Ngân hàng Nhà nước tách biệt với các ngân hàng khác. Chi nhánh văn phòng đầu tiên được mở vào ngày 1 tháng 1 năm 1984 tại Bắc Kinh với tư cách là một ngân hàng địa phương, với số vốn điều lệ là 20,8 tỷ nhân dân tệ, tổng tài sản ước tính 333,3 tỷ nhân dân tệ. Tháng 6 năm 1985, Ngân hàng Công thương Trung Quốc đã trở thành thành viên đầy đủ của Hiệp hội Ngân hàng Quốc tế. Đến ngày 27 tháng 10 năm 2006, ICBC chính thức chào bán cổ phiếu ra công chúng trên Sở Giao dịch Chứng khoán Thượng Hải và Hồng Kông. Sau khi niêm yết, nó trở thành công ty lớn nhất trên Sở Giao dịch Chứng khoán Thượng Hải và thứ ba ở Hồng Kông. Năm 1999, ICBC đã mở chi nhánh Luxembourg và trở thành trụ sở chính của ngân hàng tại châu Âu vào năm 2011. ICBC Châu Âu điều hành một mạng lưới chi nhánh tại các thành phố lớn khắp châu Âu như Paris, Amsterdam, Brussels, Milan, Madrid, Barcelona, Warsawa và Lisbon. Ở châu Á, các hoạt động tại Hồng Kông của ngân hàng được điều hành bởi ICBC châu Á. ICBC đã mua lại chi nhánh Hồng Kông của Fortis Bank và đổi tên nó vào ngày 10 tháng 10 năm 2005. Trong cuộc chạy đua dự kiến phát hành lần đầu ra công chúng, vào ngày 28 tháng 4 năm 2006, ba nhà đầu tư chiến lược đã bơm 3,7 tỷ USD vào ICBC. Đó là Goldman Sachs mua 5,75% cổ phần với 2,6 tỷ đôla Mỹ, đây là số tiền lớn nhất mà Goldman Sachs từng đầu tư. Dresdner Bank (một công ty con của Commerzbank) đầu tư 1 tỷ đôla Mỹ và American Express là 200 triệu đôla Mỹ.
ICBC đã đồng loạt niêm yết trên cả hai sở giao dịch chứng khoán Hồng Kông và Thượng Hải vào ngày 27 tháng 10 năm 2006. Đó là lần phát hành ra công chúng lớn nhất thế giới với tổng giá trị lên tới 21,9 tỷ đôla Mỹ, vượt qua kỷ lục trước đó của NTT DoCoMo, một công ty của Nhật Bản với 18,4 tỷ vào năm 1998. Năm 2010, Ngân hàng Nông nghiệp Trung Quốc đã phá kỷ lục này của ICBC khi thu về 22,1 tỷ đôla Mỹ. ICBC nhanh chóng trở thành ngân hàng thương mại lớn nhất Trung Quốc cũng là công ty đầu tiên phát hành cổ phiếu lần đầu ra công chúng trên cả hai sàn giao dịch chứng khoán Hồng Kông và Thượng Hải.
ICBC đã huy động được thêm ít nhất 14 tỷ đôla Mỹ ở Hồng Kông (cổ phiếu H) và 5 tỷ đôla Mỹ tại Thượng Hải (Cổ phiếu A). Giá trị của ICBC tăng lên 21,9 tỷ đôla Mỹ (17% giá trị thị trường so với đợt phát hành lần đầu), trong đó có 16 tỷ ở Hồng Kông và 5,9 tỷ ở Thượng Hải. Sau đợt chào bán toàn cầu, số lượng cổ phiếu lưu hành tự do là 22,14% tổng vốn hóa thị trường.
Vào cuối ngày giao dịch đầu tiên, cổ phiếu của ngân hàng đóng cửa ở mức tăng gần 15% tại 3,52 đôla Mỹ một cổ phiếu ở Hồng Kông, so với giá niêm yết trước đó là 3,07 đôla. Trong khi đó, cổ phiếu A niêm yết tại Thượng Hải của ICBC ghi nhận mức tăng khiêm tốn hơn và kết thúc tăng 5,1% so với giá chào bán là 3,12 đôla. Vào tháng 8 năm 2008, ICBC trở thành ngân hàng Trung Quốc thứ hai kể từ năm 1991 được sự chấp thuận của Chính phủ liên bang cho phép thành lập chi nhánh tại thành phố New York.
Ngày 20 tháng 5 năm 2011, Ngân hàng Công thương Trung Quốc thành lập thêm hai chi nhánh ở Pakistan, một ở Karachi, một ở Islamabad. Đến ngày 18 tháng 8 năm 2011, ICBC đã vượt qua cuộc kiểm tra từ Ngân hàng Nhà nước Pakistan và bắt đầu hoạt động kinh doanh tại Pakistan. Tháng 11 năm 2012, ICBC đã chi 600 triệu đôla mua 80% cổ phần của Standard Bank (công ty ngân hàng lớn nhất châu Phi) Argentina, và kinh doanh tại 103 chi nhánh của ngân hàng tại Nam Mỹ. Đây là hoạt động mua bán lớn nhất của một ngân hàng Trung Quốc ở Mỹ Latinh. Tại Argentina, ICBC có 1.000.000 khách hàng cá nhân, 30.000 công ty thuộc tất cả các lĩnh vực và hơn 1600 công ty con. Trong cuộc khủng hoảng tại Bắc Triều Tiên năm 2013, Ngân hàng Công thương Trung Quốc ngừng hoạt động kinh doanh tại đây và cùng với một ngân hàng Bắc Triều Tiên đã bị Chính phủ Hoa Kỳ cáo buộc tài trợ cho chương trình tên lửa và hạt nhân của Bình Nhưỡng. Cũng trong năm đó, ICBC công bố rằng họ đang đàm phán với Standard Bank để mua lại hoạt động kinh doanh tại Luân Đôn với hơn 500 triệu đôla.
Ngày 24 tháng 9 năm 2014, ICBC chi nhánh Kuwait khai trương tại Thành phố Kuwait trở thành ngân hàng Trung Quốc đầu tiên có mặt tại quốc gia này. Đây cũng là chi nhánh thứ tư tại Trung Đông sau Dubai, Abu Dhabi và Doha. Bộ trưởng Thương mại và Công nghiệp Kuwait Abdulmohsen Al-Madaj, chủ tịch ICBC Khương Kiến Thanh và đại sứ Trung Quốc tại Kuwait cùng các quan chức và khách mời đã tham dự lễ khai trương. ICBC không chỉ là ngân hàng Trung Quốc đầu tiên thành lập chi nhánh hoạt động ở Trung Đông mà còn là ngân hàng Trung Quốc lớn nhất trong khu vực này xét về tổng số chi nhánh và quy mô kinh doanh. Việc thành lập ICBC Kuwait đã tối ưu hóa mạng lưới dịch vụ của ngân hàng này ở Trung Đông, là thành tựu quan trọng trong chiến lược hoạt động quốc tế của họ. Cuối năm 2014, ICBC trở thành ngân hàng số 1 thế giới tính theo vốn cấp 1 và được The Banker xếp hạng là Ngân hàng Toàn cầu của năm.
Năm 2015, ICBC tiếp tục củng cố sự hiện diện của mình tại Trung Đông và Châu Âu bằng cách mua lại TekstilBank của Thổ Nhĩ Kỳ và thành lập chi nhánh ICBC Thổ Nhĩ Kỳ. Ngày 18 tháng 11 năm 2016, ngân hàng đã nhận được giấy phép để nhận tiền gửi ở Nga.
Vào ngày 10 tháng 10 năm 2017, ICBC đã mở một văn phòng chi nhánh ở Houston, Hoa Kỳ, trở thành ngân hàng Trung Quốc đầu tiên mở một cơ sở ở Houston. Lợi nhuận ròng báo cáo trong quý ba tăng 3,3%.

## Thống kê
Tính đến năm 2006, ICBC có 2,5 triệu khách hàng doanh nghiệp và 150 triệu khách hàng cá nhân. Năm 2005, lợi nhuận ròng tăng 12,4% lên 33,7 tỷ nhân dân tệ (NDT) với tổng dư nợ cho vay là 3.289,5 tỷ NDT. Tổng nợ phải trả là 6.196,2 tỷ NDT, tăng 11,2%. Tổng các khoản vay không hiệu quả và quá hạn (NPL) là 154,4 tỷ NDT, giảm đáng kể. Mặc dù các con số thực tế được coi là cao hơn so với báo cáo chính thức. Tỷ lệ nợ xấu là 4,69% và hệ số an toàn vốn là 9,89%.
Vào ngày 2 tháng 12 năm 2014, ICBC được xếp hạng là ngân hàng lớn nhất thế giới theo tổng tài sản và vốn cơ bản. Vào tháng 7 năm 2007, nó được xếp hạng thứ 30 trên thế giới về doanh thu.

## Chính sách
ICBC là ngân hàng đầu tiên áp dụng nguyên tắc xích đạo, một bộ tiêu chuẩn quốc tế về môi trường và xã hội cho các tổ chức tài chính ra đời vào năm 2003 và cũng thông qua Chính sách tín dụng xanh do Bộ Bảo vệ môi trường Trung Quốc đưa ra vào năm 2007. Các tổ chức môi trường quốc tế đã chỉ trích ICBC đạo đức giả và không tuân thủ các tiêu chuẩn môi trường xã hội vì đã tham gia tài trợ cho hoạt động xây dựng đập Gilgel Gibe III gây tranh cãi ở Ethiopia.

## Tổ chức

### Thành viên chủ chốt
- Lưu Đình Hoán (tháng 1 năm 1997 - tháng 2 năm 2000)
- Khương Kiến Thanh (tháng 2 năm 2000 - tháng 10 năm 2005)
- Dương Khải Sinh (tháng 10 năm 2005 - tháng 5 năm 2013)
- Di Hội Mãn (tháng 5 năm 2013 - tháng 9 năm 2016)
- Cốc Chú (tháng 9 năm 2016 - nay)

### Công ty con
- Ngân hàng Công thương Trung Quốc châu Á
- Ngân hàng Công thương Trung Quốc Canada
- Ngân hàng Công thương Trung Quốc Macao
- Ngân hàng Công thương Trung Quốc Thổ Nhĩ Kỳ